# Alda Neves da Graça do Espírito Santo
Alda Neves da Graça do Espírito Santo (ur. 30 kwietnia 1926 w São Tomé, zm. 9 marca 2010 w Luandzie) – poetka z Wysp Świętego Tomasza i Książęcej pisząca w języku portugalskim.

## Życiorys
Córka João Graça do Espírito Santo i Marii de Jesus Agostinho das Neves. Po ukończeniu szkoły wyjechała do Portugalii, gdzie ukończyła szkołę średnią w Porto i szkołę dla nauczycieli w Lizbonie. Podczas pobytu w Lizbonie została członkinią studenckiego stowarzyszenia Casa dos Estudantes do Império. W 1951 roku była współzałożycielką Centro de Estudos Africanos. Do kraju wróciła w 1953 roku i podjęła pracę w szkole. W grudniu 1965 roku podczas pobytu w Lizbonie została aresztowana za działalność na rzecz wyzwolenia i przez kilka miesięcy więziona przez władze portugalskie. Dnia 19 września 1974 roku szła na czele grupy ubranych na czarno kobiet podczas demonstracji przed pałacem rządowym w São Tomé, zorganizowanej w związku z podejrzeniem zatrucia wody solą przez Portugalczyków. Po uzyskaniu niepodległości data ta została ogłoszona dniem kobiet saotomejskich (dia das mulheres santomenses).
Gdy w 1975 roku Wyspy Świętego Tomasza i Książęca uzyskały niezależność od Portugalii, pełniła funkcje ministra edukacji i kultury oraz ministra informacji i kultury, a w latach 1980–1990 przewodniczącej Zgromadzenia Narodowego. Przewodniczyła kobiecej organizacji Fórum da Mulher de São Tomé e Príncipe oraz od 1987 do śmierci narodowemu związkowi pisarzy i artystów União de Escritores e Artistas de São Tomé e Príncipe (UNEAS).
Była autorką tekstu hymnu narodowego „Independência total”.
Zmarła w wieku 83 lat w szpitalu w Luandzie w Angoli, gdzie wyjechała, aby się leczyć. Po jej śmierci 10 marca 2010 roku rząd Wysp Świętego Tomasza i Książęcej ogłosił pięciodniową żałobę narodową.

## Twórczość
- 1976: O Jornal das Ilhas[8]
- 1978: É nosso o solo sagrado da terra[2]
- 2003: Mataram o rio de minha cidade[2]
- 2006: Cantos do sagrado solo[9]
- 2006: O coral das ilhas[10]
- 2006: A poesia e a vida[2]
- 2008: Mensagens do canto do Ossobó[11]
- 2008: Tempo universal[12]
- 2008: O relógio do tempo[13]

## Dyskografia
Utwory
| Rok  | Utwór                 | Uwagi | Źr.    |
| ---- | --------------------- | ----- | ------ |
| 1975 | „Independência total” | tekst | [ 14 ] |